# Antígona (hija de Laomedonte)
Antígona (en griego: Ἀντιγόνη, Antigónē) es, en la mitología clásica, una hija de Laomedonte que fue transformada en cigüeña por su hybris.

### Versión de Ovidio
«La que antaño se atrevió a enfrentarse con la esposa del gran Júpiter, a Antígona, a quien la regia Juno transformó en ave; de nada le aprovechó Ilión o su padre Laomedonte para impedir que, con las alas que le han salido, se aplauda a sí misma, blanca cigüeña de crotorante pico».

### Versión del Primer Mitógrafo Vaticano
«Antígona, hija de Laomedonte, que poseía un hermoso cabello, prefirió su belleza antes que la de Juno. Esta, irritada contra Antígona por su insolencia, transformó sus cabellos en serpientes. Así, mientras Antígona se estaba bañando fue metamorfoseada en cigüeña por la piedad de los dioses. Por esta razón aún se lamenta, según se dice, por ser hostil contra Jove».